# Phytoseius woodburyi
Phytoseius woodburyi är en spindeldjursart som beskrevs av De Leon 1965. Phytoseius woodburyi ingår i släktet Phytoseius och familjen Phytoseiidae. Inga underarter finns listade i Catalogue of Life.